# New Salem (Massachusetts)
New Salem es un pueblo ubicado en el condado de Franklin en el estado estadounidense de Massachusetts. En el Censo de 2010 tenía una población de 990 habitantes y una densidad poblacional de 6,52 personas por km².

## Geografía
New Salem se encuentra ubicado en las coordenadas 42°27′31″N 72°19′38″O / 42.45861, -72.32722. Según la Oficina del Censo de los Estados Unidos, New Salem tiene una superficie total de 151.95 km², de la cual 115.95 km² corresponden a tierra firme y (23.69%) 36 km² es agua.

## Demografía
Según el censo de 2010, había 990 personas residiendo en New Salem. La densidad de población era de 6,52 hab./km². De los 990 habitantes, New Salem estaba compuesto por el 95.96% blancos, el 0.2% eran afroamericanos, el 0.2% eran amerindios, el 2.12% eran asiáticos, el 0% eran isleños del Pacífico, el 0.51% eran de otras razas y el 1.01% pertenecían a dos o más razas. Del total de la población el 1.01% eran hispanos o latinos de cualquier raza.